# Карл Уйметт
Карл Уйметт (фр. Karl Ouimette, нар. 18 червня 1992, Тербон) — канадський футболіст, що грав на позиції захисника.
Виступав, зокрема, за клуби «Нью-Йорк Ред Буллз» та «Інді Ілевен», а також національну збірну Канади.

## Клубна кар'єра
Народився 18 червня 1992 року у Квебеку, де і займався футболом. 2008 року Уійметт грав у Елітній футбольній лізі Квебеку за «Конкеранс де Лаваль» і отримав нагороду найкращого захисника ліги, а наступному сезоні він з клубом «Труа-Рів'єр Аттак» виступав у Канадській футбольній лізі. Протягом сезону 2009 року він провів 22 матчі та забив 1 гол, допомігши команді виграти турнір.

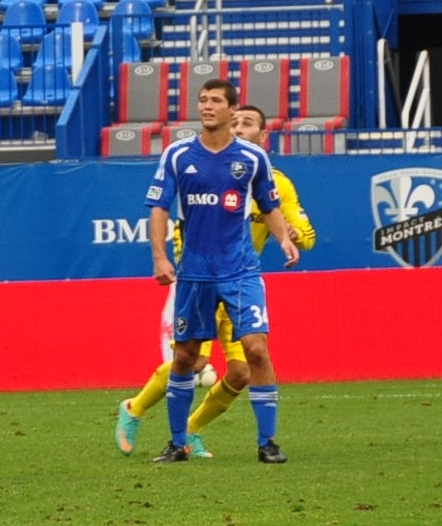
Карл Уйметт у складі «Монреаль Імпакт». 2013 рік.

У 2010 році він приєднався до академії «Монреаль Імпакт», а 5 липня 2012 року він підписав з клубом професійний контракт, ставши першим гравцем молодіжної команди, який потрапив до основної команди. 21 липня у матчі проти «Х'юстон Динамо» (0:3) він дебютував у Major League Soccer, а 19 жовтня 2013 року у поєдинку проти «Філадельфії Юніон» (2:1) Карл забив свій перший гол за команду. Цей гол виявився вирішальним і дозволив « Монреаль Імпакт» вперше в історії команди вийти в плей-оф Кубка MLS. У 2013 та 2014 роках він двічі з командою ставав переможцем чемпіоном Канади. Загалом провів за команду три сезони, взявши участь у 28 матчах MLS і 6 лютого 2015 року «Монреаль Імпакт» вирішив припинити співпрацю з Уйметтом.
4 березня 2015 року Уйметт підписав контракт з клубом «Нью-Йорк Ред Буллз». Втім, і у команді з Нью-Йорка Карл не був основним, тому періодично грав за фарм-клуб ньюйоркців «Нью-Йорк Ред Буллз II» у USL, а другу половину сезону 2016 року він провів в оренді в клубі NASL «Джексонвілл Армада». Після закінчення сезону 2016 «бики» не стали продовжувати договір з Уйметтом.
17 січня 2017 року Уйметт приєднався до клубу Північноамериканської футбольної ліги «Сан-Франциско Делтас». За його участі клуб здобув перемогу в лізі, здолавши у фіналі сезону 12 листопада «Нью-Йорк Космос» з рахунком 2:0. Однак, через кілька днів після чемпіонського матчу «Делтас» були розформовані.
2 лютого 2018 року уклав контракт з клубом чемпіонату USL «Інді Ілевен», у складі якого провів наступні чотири роки своєї кар'єри гравця. Більшість часу, проведеного у складі «Інді Ілевен», був основним гравцем захисту команди і 9 березня 2022 року після гри проти «Тампа-Бей Раудіз» (0:2) став першим гравцем в історії клубу, який зіграв сто ігор за клуб. 2 травня 2022 року Уйметт відправився в оренду в клуб «Детройт Сіті» до кінця сезону, після чого 30 листопада 2022 року став вільним агентом.
31 січня 2023 року Уйметт підписав дворічний контракт з клубом Канадської Прем'єр-ліги «Атлетіко Оттава», але, провівши лише один сезон, на початку 2024 року завершив свою ігрову кар'єру.

## Виступи за збірні
2009 року у складі юнацької збірної Канади (U-17) був учасником юнацького чемпіонату КОНКАКАФ в Гондурасі, загалом на юнацькому рівні взяв участь у 3 іграх.
2013 року залучався до складу молодіжної збірної Канади. На молодіжному рівні зіграв у 2 офіційних матчах.
19 листопада 2013 року дебютував в офіційних ыграх у складі національної збірної Канади в товариському матчі проти збірної Словенії, замінивши наприкінці гри Адама Стрейта.
У складі збірної був учасником розіграшу Золотого кубка КОНКАКАФ 2015 року у США та Канаді, де зіграв у одному матчі проти збірної Коста-Ріки (0:0).
Загалом протягом кар'єри в національній команді, яка тривала 4 роки, провів у її формі 18 матчів.

## Статистика виступів

### Статистика клубних виступів
Станом на 7 жовтня 2023
| Сезон                             | Команда                           | Чемпіонат                         | Чемпіонат | Чемпіонат | Національний кубок | Національний кубок | Національний кубок | Континентальні кубки | Континентальні кубки | Континентальні кубки | Інші змагання | Інші змагання | Інші змагання | Усього | Усього |
| Сезон                             | Команда                           | Ліга                              | Ігор      | Голів     | Ліга               | Ігор               | Голів              | Ліга                 | Ігор                 | Голів                | Ліга          | Ігор          | Голів         | Ігор   | Голів  |
| --------------------------------- | --------------------------------- | --------------------------------- | --------- | --------- | ------------------ | ------------------ | ------------------ | -------------------- | -------------------- | -------------------- | ------------- | ------------- | ------------- | ------ | ------ |
| 2012                              | «Монреаль Імпакт»                 | MLS                               | 2         | 0         |                    | -                  | -                  |                      | -                    | -                    |               | -             | -             | 2      | 0      |
| 2013                              | «Монреаль Імпакт»                 | MLS                               | 7         | 1         | ЧК                 | 1                  | 0                  | ЛЧ                   | 1                    | 0                    |               | -             | -             | 9      | 1      |
| 2014                              | «Монреаль Імпакт»                 | MLS                               | 11        | 0         | ЧК                 | 4                  | 0                  | ЛЧ                   | 2                    | 0                    |               | -             | -             | 17     | 0      |
| Усього за «Монреаль Імпакт»       | Усього за «Монреаль Імпакт»       | Усього за «Монреаль Імпакт»       | 20        | 0         |                    | 5                  | 0                  |                      | 3                    | 0                    |               | -             | -             | 28     | 0      |
| 2015                              | «Нью-Йорк Ред Буллз II»           | USL                               | 6         | 2         | КСША               | -                  | -                  |                      | -                    | -                    |               | -             | -             | 6      | 2      |
| 2016                              | «Нью-Йорк Ред Буллз II»           | USL                               | 1         | 0         |                    | -                  | -                  |                      | -                    | -                    |               | -             | -             | 1      | 0      |
| Усього за «Нью-Йорк Ред Буллз II» | Усього за «Нью-Йорк Ред Буллз II» | Усього за «Нью-Йорк Ред Буллз II» | 7         | 2         |                    | -                  | -                  |                      | -                    | -                    |               | -             | -             | 7      | 2      |
| 2015                              | «Нью-Йорк Ред Буллз»              | MLS                               | 11        | 0         | КСША               | 0                  | 0                  |                      | -                    | -                    |               | -             | -             | 11     | 0      |
| 2016                              | «Нью-Йорк Ред Буллз»              | MLS                               | 7         | 0         | КСША               | 0                  | 0                  |                      | -                    | -                    |               | -             | -             | 7      | 0      |
| Усього за «Нью-Йорк Ред Буллз»    | Усього за «Нью-Йорк Ред Буллз»    | Усього за «Нью-Йорк Ред Буллз»    | 18        | 0         |                    | -                  | -                  |                      | -                    | -                    |               | -             | -             | 18     | 0      |
| 2016                              | «Джексонвілл Армада»              | NASL                              | 7         | 0         |                    | -                  | -                  |                      | -                    | -                    |               | -             | -             | 7      | 0      |
| 2017                              | «Сан-Франциско Делтас»            | NASL                              | 25        | 0         | КСША               | 1                  | 0                  |                      | -                    | -                    |               | -             | -             | 26     | 0      |
| 2018                              | «Інді Ілевен»                     | USL                               | 31+1      | 3         | КСША               | 1                  | 0                  |                      | -                    | -                    |               | -             | -             | 33     | 3      |
| 2019                              | «Інді Ілевен»                     | USL                               | 30        | 3         | КСША               | 2                  | 0                  |                      | -                    | -                    |               | -             | -             | 32     | 3      |
| 2020                              | «Інді Ілевен»                     | USL                               | 15        | 0         |                    | -                  | -                  |                      | -                    | -                    |               | -             | -             | 15     | 0      |
| 2021                              | «Інді Ілевен»                     | USL                               | 25        | 2         |                    | -                  | -                  |                      | -                    | -                    |               | -             | -             | 25     | 2      |
| бер. 2022                         | «Інді Ілевен»                     | USL                               | 2         | 0         | КСША               | 1                  | 0                  |                      | -                    | -                    |               | -             | -             | 3      | 0      |
| Усього за «Інді Ілевен»           | Усього за «Інді Ілевен»           | Усього за «Інді Ілевен»           | 104       | 8         |                    | 4                  | 0                  |                      | -                    | -                    |               | -             | -             | 108    | 8      |
| бер.-жовт. 2022                   | «Детройт Сіті»                    | USL                               | 15        | 0         |                    | -                  | -                  |                      | -                    | -                    |               | -             | -             | 15     | 0      |
| 2023                              | «Атлетіко Оттава»                 | КПЛ                               | 26        | 0         | ЧК                 | 2                  | 0                  |                      | -                    | -                    |               | -             | -             | 28     | 0      |
| Усього за кар'єру                 | Усього за кар'єру                 | Усього за кар'єру                 | 222       | 11        |                    | 12                 | 0                  |                      | 3                    | 0                    |               | -             | -             | 237    | 11     |

### Статистика виступів за збірну
| Дата       | Місто                | Господарі                | Результат | Гості      | Турнір                         | Голи | Примітки |
| ---------- | -------------------- | ------------------------ | --------- | ---------- | ------------------------------ | ---- | -------- |
| 19-11-2013 | Целє                 | Словенія                 | 1 – 0     | Канада     | товариський матч               | -    | 86'      |
| 10-9-2014  | Торонто              | Канада                   | 3 – 1     | Ямайка     | товариський матч               | -    | 88'      |
| 15-10-2014 | Нью-Йорк             | Канада                   | 0 – 1     | Колумбія   | товариський матч               | -    | 77'      |
| 19-11-2014 | Панама               | Панама                   | 0 – 0     | Канада     | товариський матч               | -    |          |
| 16-1-2015  | Орландо              | Канада                   | 1 – 2     | Ісландія   | товариський матч               | -    |          |
| 19-1-2015  | Орландо              | Ісландія                 | 1 – 1     | Канада     | товариський матч               | -    |          |
| 27-3-2015  | Маямі                | Канада                   | 1 – 0     | Гватемала  | товариський матч               | -    | 90'      |
| 31-3-2015  | Баямон               | Пуерто-Рико              | 0 – 3     | Канада     | товариський матч               | -    | 30'      |
| 12-6-2015  | Белфаст              | Домініканська Республіка | 0 – 2     | Канада     | Відбір до ЧС 2018              | -    |          |
| 15-7-2015  | Торонто              | Канада                   | 0 – 0     | Коста-Рика | Кубок КОНКАКАФ 2015 - 1-й етап | -    |          |
| 9-9-2015   | Бельмопан            | Бельгія                  | 1 – 1     | Канада     | Відбір до ЧС 2018              | -    | 74'      |
| 13-10-2015 | Едмонтон             | Канада                   | 1 – 1     | Гана       | товариський матч               | -    | 45'      |
| 14-11-2015 | Ванкувер             | Канада                   | 1 – 0     | Гондурас   | Відбір до ЧС 2018              | -    |          |
| 18-11-2015 | Сан-Сальвадор        | Сальвадор                | 0 – 0     | Канада     | Відбір до ЧС 2018              | -    |          |
| 3-6-2016   | Рорбах-ан-дер-Лафніц | Азербайджан              | 1 – 1     | Канада     | товариський матч               | -    | 44'      |
| 7-6-2016   | Вальтерсдорф         | Узбекистан               | 1 – 2     | Канада     | товариський матч               | -    |          |
| 6-10-2016  | Марракеш             | Мавританія               | 0 – 4     | Канада     | товариський матч               | -    | 81'      |
| 11-11-2016 | Чхонан               | Південна Корея           | 2 – 0     | Канада     | товариський матч               | -    | 62'      |
| Усього     |                      | Матчів                   | 18        |            | Голів                          | 0    |          |

## Титули і досягнення
- Переможець Канадської футбольної ліги (CSL) (1):

«Труа-Рів'єр Аттак»: 2009
- Чемпіон Канади (2):

«Монреаль Імпакт»: 2013, 2014
- Переможець Supporters' Shield (1):

«Нью-Йорк Ред Буллз»: 2015
- Переможець Північноамериканської футбольної ліги (1):

«Сан-Франциско Делтас»: 2017